# 白沙江
白沙江，也作白沙河，位于中国广西壮族自治区东南部，是西江浔江段右岸支流，源头称中和河，发源于桂平市中沙镇沙木村大容山北麓的天顶岭，向北流至桂平市麻垌镇南江村右纳罗秀河后始称“白沙江”。白沙江向北流经麻垌镇沙江村后进入平南县境，流入六陈水库，出库后东北流经平南县六陈镇、大新镇，最后于武林镇汇入浔江。河长102千米，河道平均比降1.65‰，流域面积1139平方千米。流域内物产丰富，盛产荔枝、稻米等作物。